# Tepexititla
Tepexititla är en ort i Mexiko.   Den ligger i kommunen Atlahuilco och delstaten Veracruz, i den sydöstra delen av landet, 230 km öster om huvudstaden Mexico City. Tepexititla ligger 2 266 meter över havet och antalet invånare är 245.
Terrängen runt Tepexititla är kuperad söderut, men norrut är den bergig. Runt Tepexititla är det ganska tätbefolkat, med 93 invånare per kvadratkilometer. Närmaste större samhälle är Orizaba, 18,2 km norr om Tepexititla. I omgivningarna runt Tepexititla växer i huvudsak blandskog.